# Матильда Каролина Баварская
Матильда Каролина Фридерика Вильгельмина Шарлотта Баварская (нем. Mathilde Karoline Friederike Wilhelmine Charlotte von Bayern; 30 августа 1813, Аугсбург — 25 мая 1862, Дармштадт) — принцесса баварского королевского дома Виттельсбахов, в замужестве великая герцогиня Гессенская и Прирейнская.

## Биография
Родилась в семье короля Баварии Людвига I и его супруги принцессы Терезы Саксен-Гильдбурггаузенской. Её братом был Оттон, первый король Греции.
26 декабря 1833 года в Мюнхене принцесса вышла замуж за наследного великого герцога Гессенского и Прирейнского Людвига, сына герцога Людвига II и Вильгельмины Баденской. Людвиг был сводным братом российской императрицы Марии Александровны. 26 июля 1840 года великой герцогине Матильде был пожалован российский орден Святой Екатерины 1 степени.
Людвиг вступил на престол в 1848 году, и Матильда стала великой герцогиней. Брак был бездетным. После смерти супруги Людвиг в 1868 году женился морганатически на Мадлен де Гольштадтен (1846—1917).